# Рогізківська сільська рада (Сновський район)
Рогі́зківська сільська́ ра́да — адміністративно-територіальна одиниця та орган місцевого самоврядування у Щорському районі Чернігівської області. Адміністративний центр — село Рогізки.

## Загальні відомості
Рогізківська сільська рада утворена в 1919 році.
- Територія ради: 56,795 км²
- Населення ради: 999 осіб (станом на 2001 рік)

## Населені пункти
Сільській раді підпорядковані населені пункти:
- с. Рогізки

## Склад ради
Рада складається з 15 депутатів та голови.
- Голова ради: Шестак Андрій Степанович
- Секретар ради: Семенок Тамара Григорівна

### Керівний склад попередніх скликань
| ПІБ                      | Основні відомості | Дата обрання | Дата звільнення |
| ------------------------ | --- | ------------ | --------------- |
| Шестак Андрій Степанович | Сільський голова, 1956 року народження, освіта середня спеціальна, член Соціал-демократичної партії України (об'єднаної) | 26.03.2006   | 31.10.2010      |
| Шестак Андрій Степанович | Сільський голова, 1956 року народження, освіта середня спеціальна                                                        | 31.10.2010   |                 |

Примітка: таблиця складена за даними джерела

### Депутати
За результатами місцевих виборів 2010 року депутатами ради стали:

#### За суб'єктами висування
| Суб'єкт висування                     | Кількість обраних депутатів | %    |
| ------------------------------------- | --------------------------- | ---- |
| Самовисування                         | 8                           | 53,3 |
| Партія регіонів                       | 4                           | 26,7 |
| Народна партія                        | 2                           | 13,3 |
| Українська соціал-демократична партія | 1                           | 6,7  |

#### За округами
| № округу                              | Прізвище, ім'я, по батькові     | Дата визнання обраним | Освіта  | Партійна приналежність | Відомості про обраного депутата                |
| ------------------------------------- | ------------------------------- | --------------------- | ------- | ---------------------- | ---------------------------------------------- |
| Народна Партія                        |                                 |                       |         |                        |                                                |
| 12                                    | Семенок Тамара Григорівна       | 05.11.2010            | вища    | позапартійна           | Сільська рада, секретар                        |
| 13                                    | Самусенко Олексій Павлович      | 05.11.2010            | вища    | позапартійний          | Сільська лікарська амбулаторія, головний лікар |
| Партія регіонів                       |                                 |                       |         |                        |                                                |
| 6                                     | Колупайко Сергій Васильович     | 05.11.2010            | вища    | позапартійний          | Рогізківський НВК, завгосп                     |
| 11                                    | Самусенко Марія Василівна       | 05.11.2010            | вища    | позапартійна           | Рогізківський НВК, вчитель                     |
| 14                                    | Шеремет Віктор Васильович       | 05.11.2010            | середня | позапартійний          | ПСП «Рогізківське», працівник                  |
| 15                                    | Яненко Раїса Михайлівна         | 05.11.2010            | середня | позапартійна           | Рогізківський НВК                              |
| Українська соціал-демократична партія |                                 |                       |         |                        |                                                |
| 5                                     | Терещенко Володимир Миколайович | 05.11.2010            | середня | позапартійний          | тимчасово не працює                            |
| Самовисування                         |                                 |                       |         |                        |                                                |
| 1                                     | Броварник Віктор Михайлович     | 05.11.2010            | середня | позапартійний          | тимчасово не працює                            |
| 2                                     | Голуб Петро Леонідович          | 05.11.2010            | середня | позапартійний          | ПСП «Рогізківське», робітник                   |
| 3                                     | Семенок Олексій Якович          | 05.11.2010            | вища    | позапартійний          | тимчасово не працює                            |
| 4                                     | Козянко Сергій Михайлович       | 05.11.2010            | середня | позапартійний          | тимчасово не працює                            |
| 7                                     | Шестак Тамара Павлівна          | 05.11.2010            | вища    | позапартійна           | Магазин, продавець                             |
| 8                                     | Мельник Андрій Юрійович         | 05.11.2010            | вища    | позапартійний          | Щорський НВК, директор                         |
| 9                                     | Адигезалова Руслан Рафаїлович   | 05.11.2010            | вища    | позапартійний          | приватний підприємець                          |
| 10                                    | Клипа Ольга Іванівна            | 05.11.2010            | вища    | позапартійна           | Сільська рада, бухгалтер                       |